# New-York Mirror

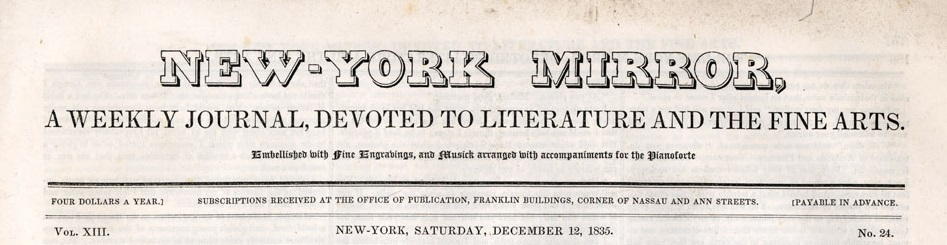
New-York Mirror, um jornal semanal, dedicado à literatura e às belas artes, vol. XIII, nº 24 (sábado, 12 de dezembro de 1835)

New-York Mirror era um jornal semanal publicado em Nova Iorque de 1823 a 1842, sucedido por The New Mirror em 1843 e 1844. Seus produtores lançaram um jornal diário chamado The Evening Mirror, publicado de 1844 a 1898.

## História
O Mirror foi fundado por George Pope Morris e Samuel Woodworth em agosto de 1823. A revista era uma publicação semanal e incluía cobertura de artes e literatura, além de notícias locais. No final de 1842, o jornal foi encerrado. Em 1843, Morris fez uma parceria com o popular escritor Nathaniel Parker Willis para renovar o negócio e, juntos, relançaram o jornal como The New Mirror, publicado semanalmente por dezoito meses. Eles então estabeleceram The Evening Mirror em 1844.
Nas três encarnações, o jornal empregou muitas figuras literárias conhecidas da época. Edgar Allan Poe trabalhou para o jornal como crítico até fevereiro de 1845. Na edição de 29 de janeiro de 1845, o Mirror foi o primeiro a publicar o poema The Raven, de Poe, com o nome do autor. Em sua introdução ao poema, Willis o chamou de "insuperável na poesia inglesa por sua concepção sutil, a engenhosa habilidade da versificação e consistência, sustentando a força imaginativa" [...] Ficará na memória de todos que o lerem". Willis e Morris deixaram o jornal em 1846.
Depois de Willis, o jornal foi editado por Hiram Fuller, um notável inimigo de Poe. Fuller publicou ataques a Poe feitos por Charles Frederick Briggs e Thomas Dunn English em maio e junho de 1846. Uma carta impressa pelo Mirror na edição de 23 de julho de 1846 levou Poe a processar o jornal por difamação e difamação de caráter. Poe venceu o processo e recebeu 225,06 dólares, além de 101,42 dólares adicionais em despesas judiciais.